# Gustave Cosson
Gustave Cosson (18. prosince 1824 Saint-Dizier, Haute-Marne, Francie – 8. května 1896 Bar-le-Duc, Meuse) byl francouzský fotograf, který pracoval pod uměleckým jménem "Gustave". Nejprve v Paříži od roku 1844 do roku 1855, poté v Le Mans (Sarthe) od roku 1856 až do své smrti. Zatímco v rodinných albech zanechal více než 55 000 portrétů, nejsou víceméně známy žádné portréty jeho ani jeho rodiny.
Gustave Cosson založil pobočku v Châlons-sur-Marne (Marne). K fotografování přivedl svého o 14 let mladšího švagra Jeana Touzeryho. Ten založil fotografické studio v Orléans (Loiret) a působil pod jménem „Gustave Jeune“.

## Životopis

### Debut v Paříži
Nejstarší známá fotografie „Gustava“ je daguerrotypie uložená ve Francouzské národní knihovně :

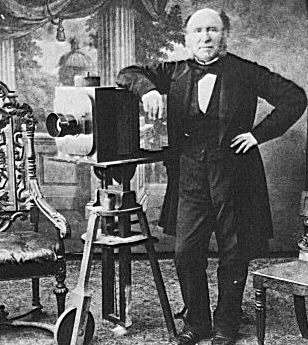
Fotograf ve svém ateliéru kolem roku 1850

"Portréty, daguerreovská miniatura a fotografie / Na papíře, na plechu, na skle a plátně / Za pár sekund a za každého počasí / Ve velkém prosklené místnosti a v zimě velmi dobře vytápěné / Zaručená podobizna, Neomylný úspěch. / Realizátor GUSTAVE, malíř-učitel „v domě založeném v roce 1838 na bulváru Bonne-Nouvelle číslo 35 v Paříži, „naproti Gymnasiu“.
Je tedy pravděpodobné, že Gustave Cosson, jehož otec byl kadeřníkem v Saint-Dizier, se vyučil malířem a jako mnoho mladých lidí své doby zkoušel štěstí v Paříži, kde působil od roku 1844.
Dne 11. ledna 1849 se Gustave Cosson oženil s Françoise Touzeryovou, narozenou v Lacalm (Aveyron) 25. června 1830. V Paříži měli spolu tři děti. Další dvě děti se narodily v Saint-Dizier. V jejich rodných listech je uvedeno, že jsou synem a dcerou Françoise Touzery a Charles François Gustave Cossona „malíře fotografa, bydlícího v Paříži, Boulevard Bonne-Nouvelle no 35 ". Tato zmínka naznačuje, že Gustave, autor výše zmíněné daguerrotypie, je skutečně Gustave Cosson .
V Paříži Gustave Cosson s největší pravděpodobností vyškolil svého švagra Jeana Touzeryho, narozeného v Lacalmu 14. září 1838, jako fotografa. Ke konci 50. let 19. století, kdy se Gustave usadil v Le Mans a prodal svůj pařížský ateliér, se Jean Touzery přestěhoval do Orléans, kde si otevřel studio na adrese rue du Faubourg Bannier 2. Přední strana prodejny byla označena transparentem „Photographie Touzery“. Portréty nesou na zadní straně grafiku „Photography by Gustave Jeune“ a poté „Jean Touzery dit Gustave Jeune, Place Bannier, Orléans“. Jean Touzery zemřel 30. září 1881. Julie Touzery-Pierre, jeho vdova, vedla studio dalších 25 let pod jménem svého manžela a vytvořila pobočku v Châteaudunu.

### Instalace v Le Mans
V roce 1856 založil Gustave Cosson „Fotosalon“ v centru Le Mans, na adrese rue du Porc-épic no 6, dnes rue Victor-Bonhommet, malá ulice, která spojuje náměstí Place de la République, bývalé náměstí Place des Halles a náměstí Place de l'Eperon. Nebyl prvním fotografem v Mans. Inzeroval tedy, aby přilákal zákazníky. Prodával spotřebiče a chemikálie. Malíř-fotograf-učitel také dával lekce . Jeho manželka byla vyzvána, aby přispěla: „Umělec, který nebyl schopen uspokojit požadavky klientely, která se každým dnem rozrůstá, musel, aby na ně mohl reagovat, speciálně dopravit z Paříže svou manželku, jejíž talent, podle znalců je téměř lepší než jeho."

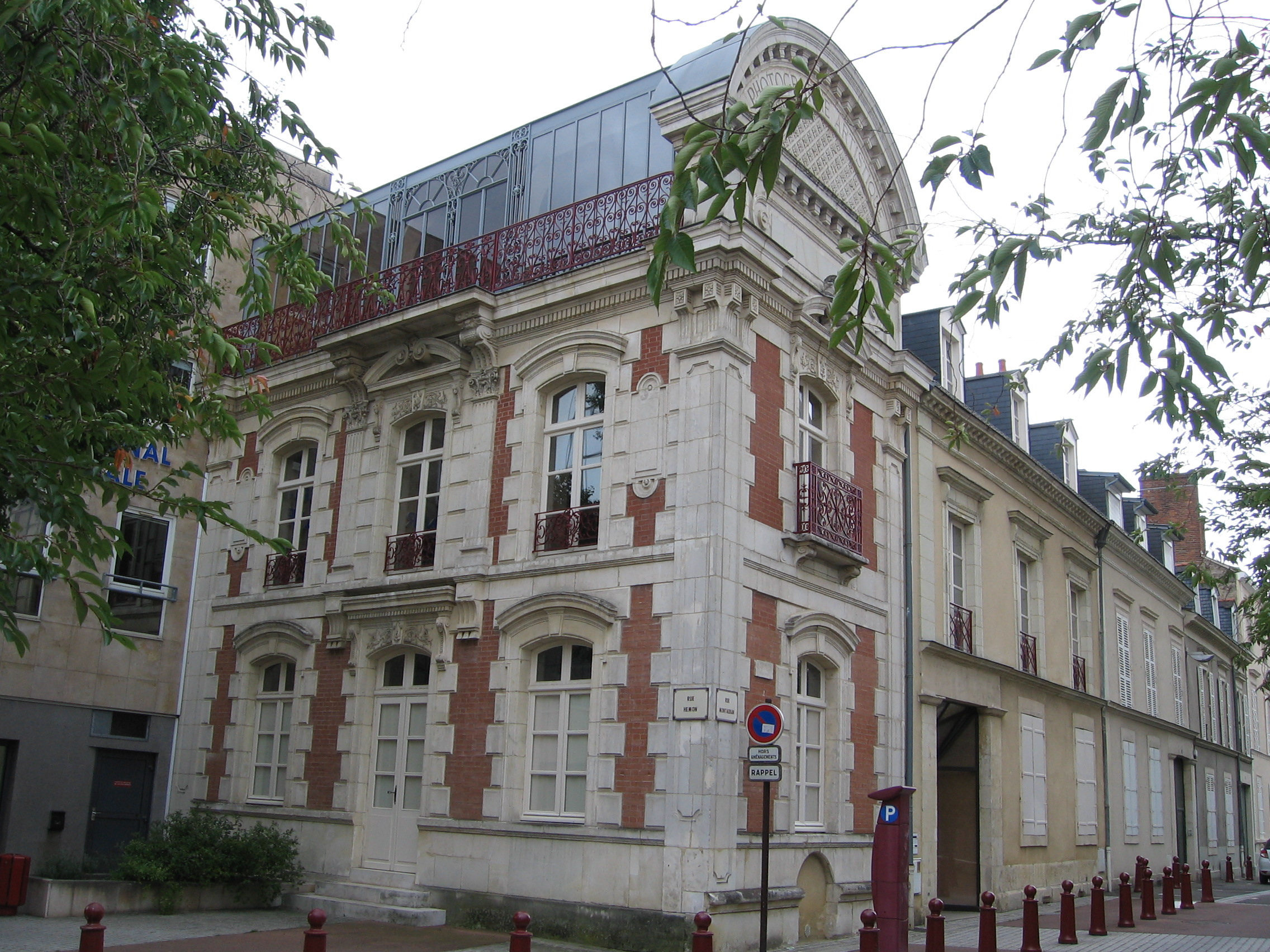
Cossonův ateliér na rue Hémon v Le Mans

V roce 1859 se přestěhoval do domu na adrese rue du Crucifix 6, dům, který koupil následujícího roku s přilehlými pozemky.
V letech 1873-1874 postavil dvoupatrový dům z kamene a cihel v Le Mans na adrese rue du Crucifix 10. Druhé patro bylo navrženo jako ateliér pro fotografování v přirozeném světle s velkým arkýřem orientovaným na severo-severovýchod. Tento dům je v Le Mans známý pod jménem Atelier Cosson.
Gustave a jeho manželka pracovali v této dílně 10 let. Françoise Cosson-Touzery zemřela 2. února 1883 ve věku 53 let. Ačkoli Françoise Cossonová-Touzeryová byla na osvědčeních o osobním stavu a záznamech sčítání lidu deklarována jako „bez profese“, sama byla fotografkou a řídila studio, když její manžel chyběl, což se často stávalo . Po smrti své manželky pokračoval Gustave ve své činnosti až do roku 1890, kdy svůj ateliér prodal. Odešel do domu na adrese rue Thorée 3 v Le Mans, kde ještě pořídil několik portrétů. Zemřel v Bar-le-Duc 8. května 1896 ve věku 71 let.

### Pobočka v Châlons-sur-Marne
Châlons-sur-Marne, nyní Châlons-en-Champagne, bylo důležité vojenské místo za Druhého císařství. Gustave Le Gray, oficiální fotograf císařského dvora, zanechal četné pohledy na Camp de Châlons, který dnes nese název Camp de Mourmelon. Portréty vojáků představovaly příležitost k lukrativní činnosti, které se Gustave Cosson chopil vytvořením ateliéru v tomto městě těsně před francouzsko-pruskou válkou v letech 1870-1871. Pobočka byla nejprve zřízena na adrese čp. 7 se pak přesunula na rue du Cloître 11 naproti Evéché.

## Fotografické techniky
Gustave, který se začal učit jako malíř, se stal fotografem. Rychle se dozvěděl o Daguerrově procesu, který byl uveden do veřejného vlastnictví v roce 1839, když mu bylo pouhých 17 let. Měl skutečnou úctu k Daguerrovi, jehož bustu umístil na fasádu své dílny v Le Mans . Sledoval vývoj technologie a postupně přijímal nové procesy vyvinuté jeho kolegy. Přešel od daguerrotypie k mokrému kolodiovému negativnímu a pozitivnímu systému na albuminovém papíře, aby byl zakončen želatino -bromidovými negativy a pozitivy na barytovém papíru.

## Fotografická díla

### Exteriérové záběry
Existuje několik venkovních snímků podepsaných Gustavem Cossonem. Je známo, že cestoval po Francii i do zahraničí, aby fotografoval místa a památky, zejména Bruggy a Louvain . Sotva se usadil v Le Mans, vzápětí odcestoval a opustil dílnu pod zodpovědností své ženy. V červnu 1858 informoval své zákazníky prostřednictvím plakátu, že jede na několik let na jih. Můžeme předpokládat, že vytvořil pohledy na jih Francie, které zbývá objevit.
Mezi četnými reklamami, které inzeroval, aby přilákala zákazníky, zve lidi, aby si přišli prohlédnout „album záběrů z Le Mans a jeho okolí“. Zaujal zejména pohledy na divadlo a katedrálu v Le Mans.

### Studiové portréty
Portréty tvoří nejznámější část činnosti ateliérů „Monsieur Gustave“. Fotografované subjekty sahají od několikaměsíčního dítěte na klíně sestry až po starého muže sedícího v křesle, včetně školáků, mladých lidí v městském oděvu, mladých žen ve volných a zdobených šatech, k nimž je třeba připočítat pozoruhodnosti, jako jsou církevní osobnosti stejně jako důstojníci a vojáci obsazení v Le Mans nebo Châlons-sur-Marne . Některé fotografie mají na zadní straně registrační číslo, které umožňuje jejich reprodukci. Nejvyšší čísla nalezená v Le Mans přesahují 55 000, což předpokládá alespoň ekvivalentní počet snímků. Monsieur Gustave doslova vtrhl do fotoalb rodin Sartheových a Champagneových z konce XIX století, i když zdaleka nebyl jediným fotografem působícím v Le Mans a okolních městech.
První portréty Gustava vyrobené v Le Mans byly vytištěny ve formátu „vizitky“, který patentoval André Disdéri v roce 1854 : pozitivní tisk byl nalepen na karton formátu 60x105 mm, tenký a bez zdobení před rokem 1860, poté stále silnější a zdobené na přední a zadní straně, jak se vyvíjely techniky reklamního tisku.
Před rokem 1860 jediná zmínka „ Fotografie GUSTAVE v Le Mans » je vytištěno na zadní straně portrétů. V roce 1860 se na rubové straně objevila medaile první třídy, získaná na výstavě průmyslových výrobků v Paříži. O několik let později Gustave dodal: Člen Polytechnického institutu », dále „a zástupce Pantheonu Čestné legie“. Tato poslední zmínka naznačuje, že Gustave Cosson měl monopol na pořizování oficiálních portrétů členů Čestné legie Sarthe. Gustave poté změnil výzdobu své grafiky s ozářenou korunou se středem jeho propletených iniciál GC a hesla „Et facta est lux“, aniž by byla zmínka o pobočce v Châlons-sur-Marne.
V roce 1871 Gustave zcela změnil prezentaci svých fotografií: medaile z roku 1860 byla znázorněna na přední straně pod portrétem a na zadní straně byla adresa ateliéru rue du Crucifix, no 6 pak n 10. Nakonec od roku 1880 byly na zadní straně vyobrazeny čtyři „zlaté a stříbrné“ medaile, kterými se pyšnil: Paříž 1860, Saint-Dizier 1860, Londýn 1872 a Le Mans 1880.

## Cossonův ateliér
Pamětní deska na fasádě Atelier Cosson uvádí, že byl postaven v roce 1873 podle plánů pana Leblanca, pařížského architekta. Nápis „UMĚLECKÁ FOTOGRAFIE je vytesán do oblouku na štítu nad bustou Daguerra.

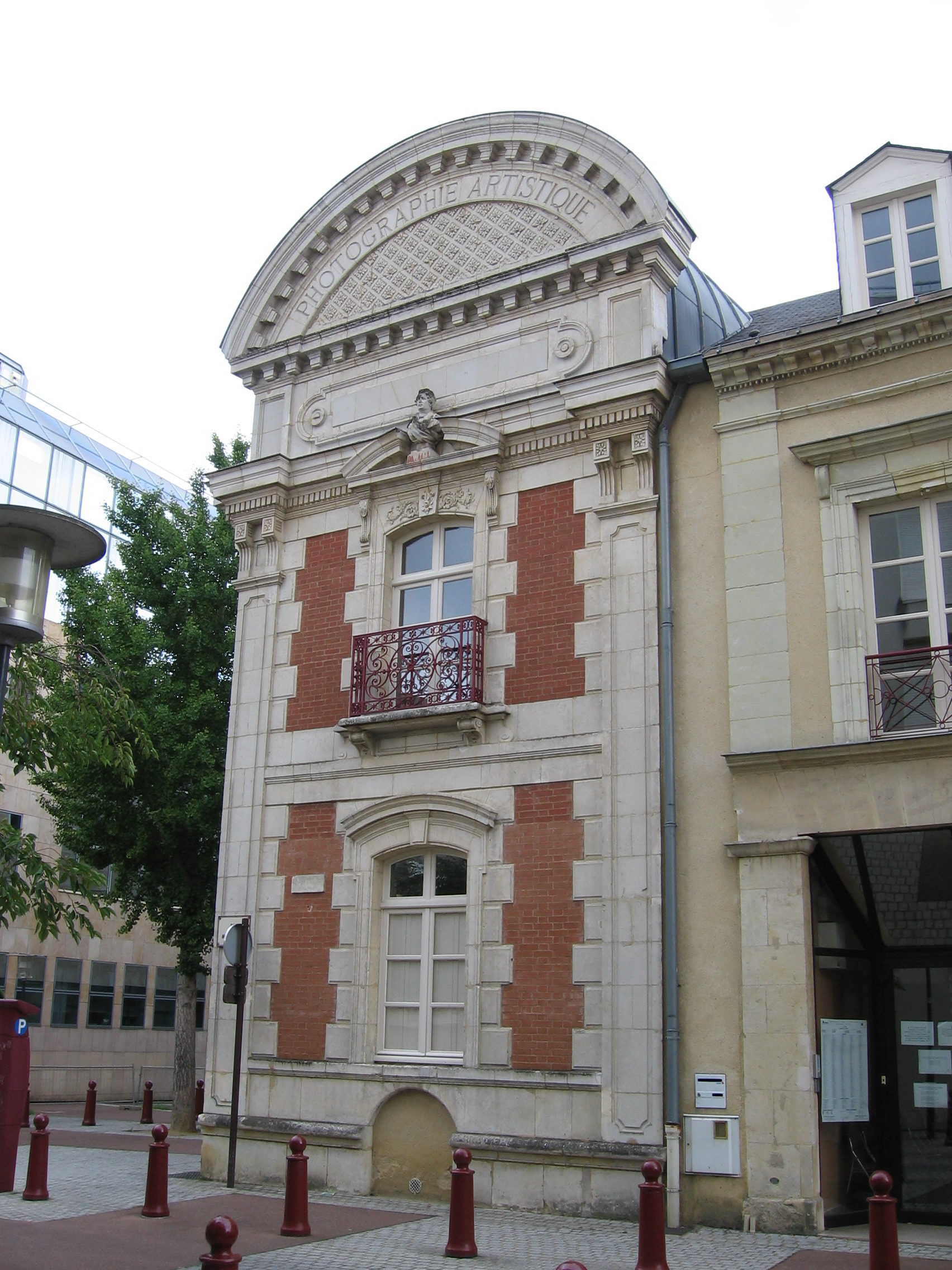
Dílna Cosson, rue Montauban v Le Mans

Cossonův ateliér musel být zničen se zmizením rue du Crucifix během velké urbanistické operace prováděné v Le Mans na začátku 80. let 20. století: výstavba avenue Pierre Mendès-France, která spojuje Place des Counts of Maine na Place des Jacobins a stavbu Soudního města. Cossonova dílna byla ve špatném stavu, ale představovala poslední fotografický ateliér XIX století tohoto významu ve Francii. Skupina nadšenců fotografie a dědictví v čele s Gillesem Kervellou a Georgesem Quagliou se postavila proti demolici. Národní petice shromáždila 500 podpisů, včetně velkých jmen ve fotografii (Jacques Henri Lartigue, Lucien Clergue, Bernard Descamps). Konečně po komunálních volbách v roce 1983 byl nový prezident městské komunity Le Mans přesvědčen o zásluhách zachování této budovy, svědka historie Le Mans a fotografie. V dubnu 1982 byl Cossonův ateliér zapsán do doplňkového registru historických památek.
Cossonův ateliér byl proto rozebrán kámen po kameni a znovu postaven asi patnáct metrů od svého původního umístění, v souladu se zachovalými domy na rue Montauban, naproti Palais de Justice. Radnice Le Mans jej postoupila Řádu právníků Le Mans. Nyní je součástí Maison de l'Avocat. V roce 1989 na oslavu 150. výročí narození fotografie uspořádal Festival de l'Image výstavu, která vzdala hold Gustavu Cossonovi a dalším průkopníkům fotografie Sarthe, jako byli Alphonse Poitevin, René Dagron a Léon Besnardeau, vynálezce pohlednice.

## Galerie

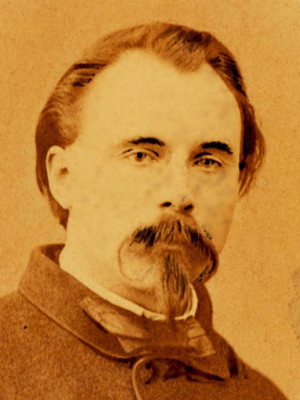
Bonhommet-Michel Victor
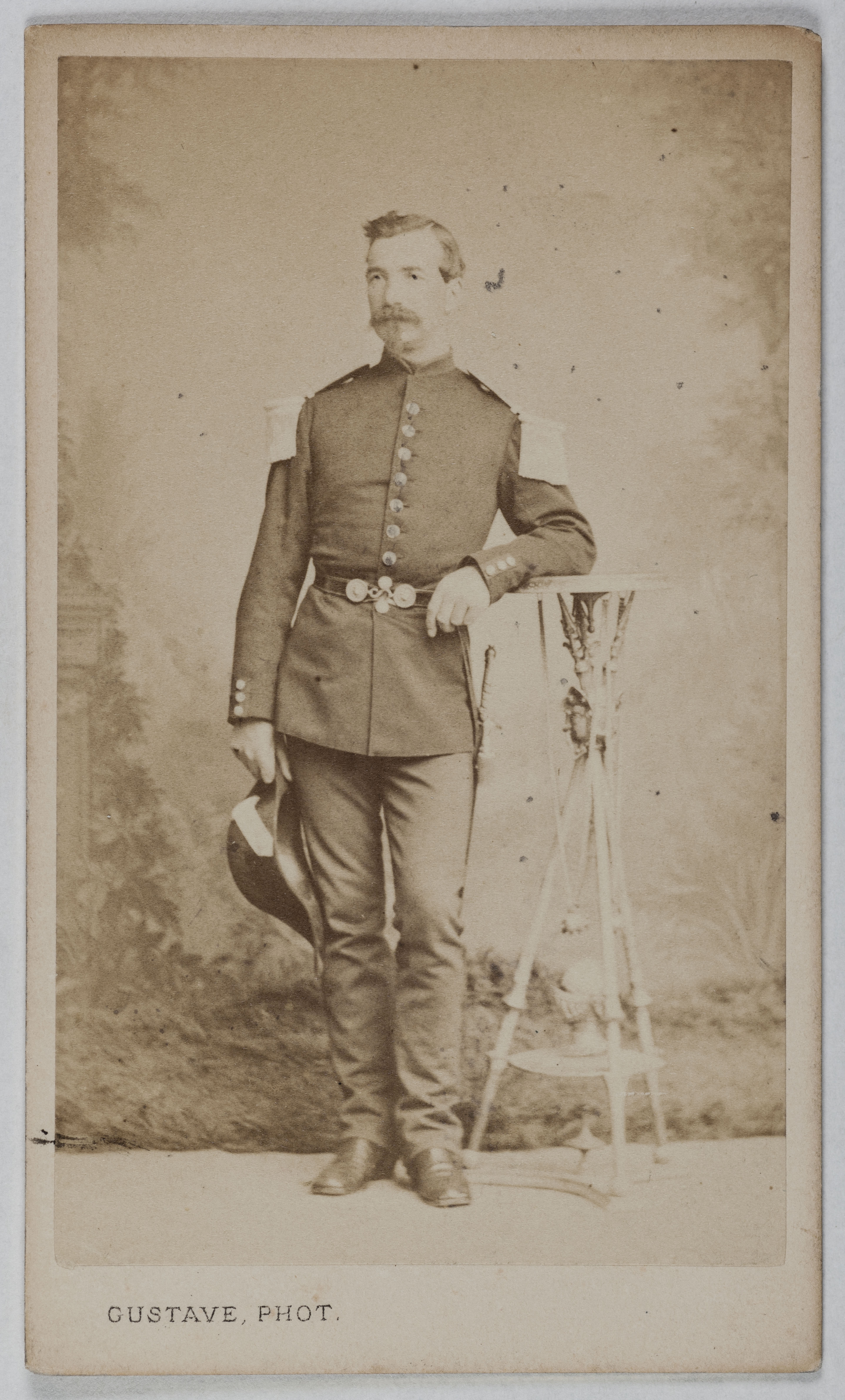
Louis Fossier, voják
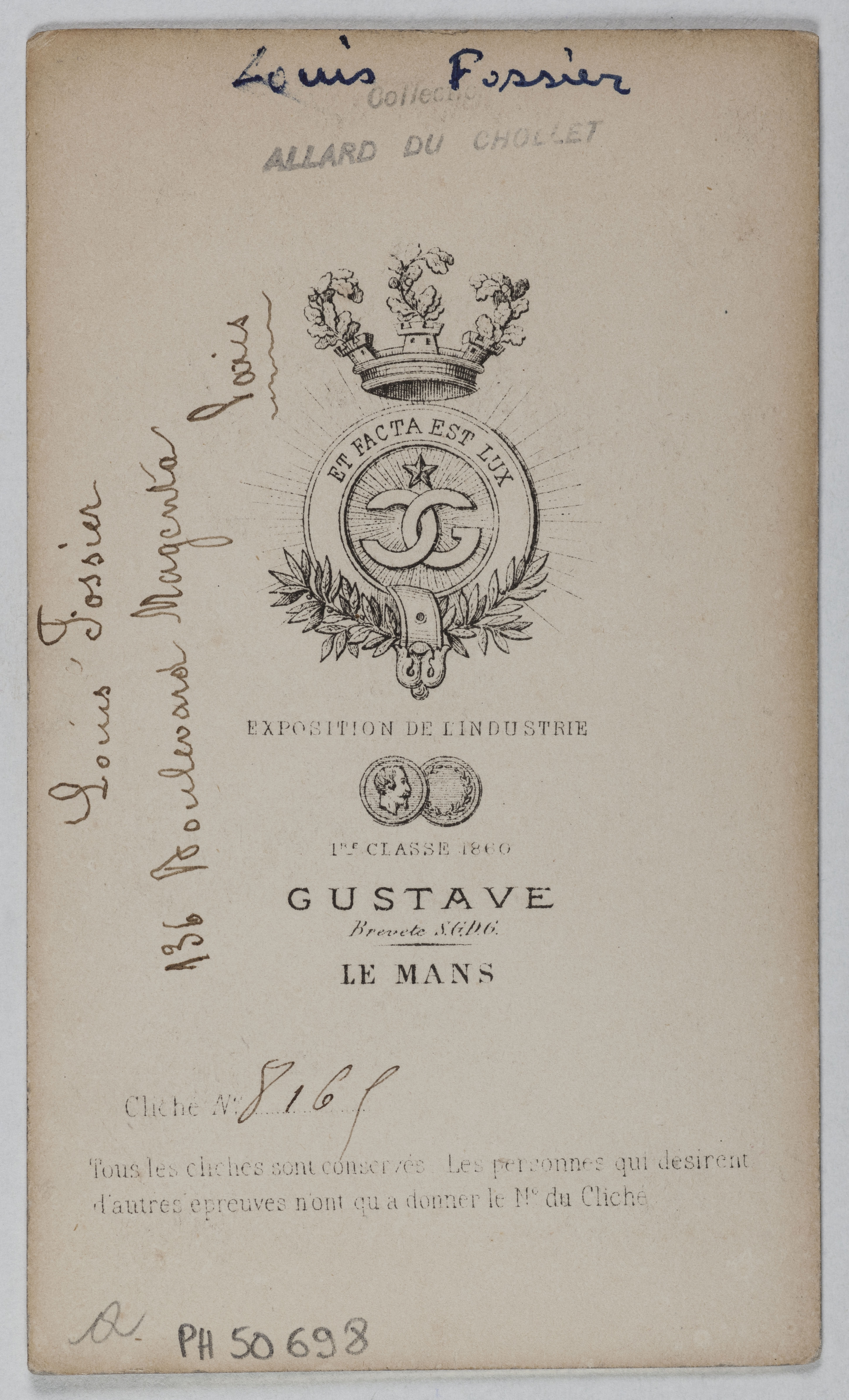
Louis Fossier, zadní strana